# Ursula von Münsterberg
Ursula von Münsterberg, född 1490-talet, död 1534, var en tysk författare och protestantisk reformator.  Hon var en nunna som lämnade sitt kloster under reformationen och sedan blev en publicerad författare och deltog i den offentliga debatten till stöd för reformationen. Hennes skrifter förbjöds som kätterska i Index Librorum Prohibitorum (1569).